# Piracanjuba
Piracanjuba é um município brasileiro da Microrregião do Meia Ponte, na Mesorregião do Sul Goiano, no estado de Goiás.

## Topônimo
"Piracanjuba" é o nome de uma espécie de peixe que já foi muito encontrada em rios da região. Este seria o motivo para a escolha do nome da cidade. Atualmente a espécie está em Extinção em todo o Brasil.

## História
Desde a descoberta de Ouro em Santa Cruz de Goiás, as terras onde atualmente se situa Piracanjuba também foram, gradativamente, ocupadas. A primeira estrada goiana saía de São Paulo, passando por Santa Cruz de Goiás até Pirenópolis, chegando à Cidade de Goiás.
Por sesmaria a terra foi sendo distribuída, vindo primeiramente pela região que dá acesso a Santa Cruz de Goiás e, em seguida, pela região que da acesso à Bela Vista de Goiás que antigamente era pertencente ao distrito de Bonfim (Silvânia).
Na década de 1820 todas as terras pertencentes ao atual município de Piracanjuba estavam ocupadas e as pessoas resolviam seus problemas relacionados à compra de Querosene, Arame, Prego, Sal, pagamento de Imposto ou venda de Carne-seca, milho, feijão e arroz em Silvânia (Bomfim), Santa Cruz de Goiás ou em Ipameri.
Era comum nesse período existirem fazendas à beira das estradas que proporcionava refeições ou hospedagem a preços, que segundo relato dos viajantes da época, elevados. No entanto, Pouso Alto (Piracanjuba) não recebeu esse nome devido ser um ponto de hospedagem. A fazenda de Francisco José Pinheiro é que tinha esse nome e em 1831 pede a construção do orago à Nossa Senhora da Abadia por suas custas. Com o tempo as pessoas se habituaram a relacionar o pequeno lugarejo que se formava com o nome da fazenda.
Não podemos atribuir a formação do Lugarejo somente à construção do orago, pois a ocupação urbana de Campinas a partir de 1810 e a epidemia de Varíola (bexiga) em Meia Ponte (Pirenópolis) no ano de 1811 fizeram com que as pessoas mudassem sua trajetória de viagem, aumentando o fluxo de pessoas na região. É a associação desses fatores que dão condições da formação do núcleo urbano em Pouso Alto: 1) As terras da região ocupadas; 2) Surgimento de um ponto de referência (o orago); 3) Aumento do fluxo de pessoas e; 4) Fim da extração de ouro em Santa Cruz de Goiás.
A população de Pouso Alto (Piracanjuba) foi formada na sua maioria por mineiros, paulistas e negros escravos provenientes da mineração em Santa Cruz de Goiás. As pessoas que vinham residir nas terras que formam o município tinham a intenção de permanência, pois vemos que as casas eram muito bem feitas, atendendo o código de postura de 1836, que determinava que as casas da vila voltas para a rua deveriam ser alinhadas, rebocadas e caiadas (pintadas com cal). Além do atendimento desses critérios, as casas em algumas fazendas eram grandes ou com dois pisos (sobrados) e ainda com eira e beira.
A técnica de cozimento e fabricação das telhas coloniais, em Pouso Alto, eram rudimentares e irregulares, fazendo surgir o mito que eram feitas nas coxas dos escravos que chegou a representar 9% da população de Pouso Alto entre os anos de 1836 a 1840. Por isso, atualmente, quando alguém quer falar que algo está mau feito diz que foi "feito nas coxas".
A lei provincial nº 21 de 22 de novembro de 1855 determinou a criação do distrito de Pouso Alto, pegando parte do distrito de Santa Cruz de Goiás e Bomfim. Na mesma data a igreja católica determina a criação da 31ª freguesia, surgindo a paróquia Nosa Senhora da Abadia. Em 18 de novembro de 1886 pela lei provincial número 786 fomos elevados à categoria de Cidade com o nome de Piracanjuba. Eram distritos pertencentes a Piracanjuba, o distrito de Santo Antônio das Crimpas (Cromínia) e São Sebastião do atolador (Mairipotaba).
No ano de 1889, Oscar Leal passa por Pouso Alto, pega um foto do largo da igreja e publica em seu livro. Podemos ver que a igreja estava localizada onde hoje é o chafariz representado pelo peixe Piracanjuba, vemos, também, as casas alinhadas onde está a atual casa paroquial e hotel dos viajantes. A artista plástica e poetisa Lídia Arantes pintou a fotografia dada a Oscar Leal.
O Município de Piracanjuba é novamente nominado de Pouso Alto pela lei nº 312 de 29 de junho de 1907, voltando a ser nominado Piracanjuba pelo decreto-lei nº 8.305 de 31 de dezembro de 1943.
Campo Limpo (Professor Jamil) foi formado a partir da construção de um campo de futebol em 1942, que pela proximidade com a rodovia e o desenvolvimento do Espiritismo na localidade foi elevado à categoria de Distrito de Piracanjuba pela lei 8.111 de 14 de maio de 1976, sendo emancipado pela lei nº 11.404 de 16 de janeiro de 1991.
Os distritos de Santo Antônio das Crimpas (Cromínia) e São Sebastião do Atolador (Mairipotaba) foram emancipados pela lei nº 897 e lei nº899 de 12 de novembro de 1953, respectivamente. Recebendo as nominações atuais: Cromínia e Mairipotaba.

## Geografia
Sua população estimada em 2020 era de 24 548 habitantes.
A cidade está situada a 89 km da capital Goiânia, e perto de Caldas Novas.
Piracanjuba está situada no estado de Goiás, mais precisamente na região do Sul Goiano e Microrregião do Meia Ponte. 

### Hidrografia
Localiza-se na Bacia do Rio Paraná. Os principais rios do município são o Meia Ponte e o Piracanjuba. No primeiro, está localizada a hidrelétrica do Rochedo, onde existe um belo lago e um potencial turístico. O segundo batiza as terras e, em suas águas, é realizado o evento do Rally Boia.

### Relevo
Relevo relativamente plano e as terras piracanjubenses estão em dois planaltos: o Central no Norte e o Meridional no Sul. O município apresenta alguns morros isolados, principalmente no extremo sul, quase na divisa com Morrinhos. O ponto culmimante é o Morro Agudo no sul do município e bem próximo da fronteira com Morrinhos. Este morro tem 840 metros acima do nível do mar.

### Vegetação
O cerrado se destaca e cobre a maior parte das terras. Existem áreas de florestas tropicais em algumas áreas como Morro Alto-Morro Agudo-Bocaina e vale do Meia Ponte, essas matas faziam parte da Mata Atlântica.
Hoje, existem apenas fragmentos dessas florestas e dos cerrados. A pecuária e a agricultura contribuem para esse fato negativo. As árvores típicas do município são o Pequi, lobeira, Pau-terra,Jequitibá, Aroeira,Ipê roxo e outras espécies.

### Clima
Piracanjuba tem um clima tropical de altitude. O regime de chuvas é de aproximadamente 1 360 milímetros por ano, sendo elas escassas no período de maio a setembro, período da estação seca, mas abundantes entre outubro e abril. Nos meses de maio a julho são registradas as temperaturas baixas do ano.
| Dados climatológicos para Piracanjuba | Dados climatológicos para Piracanjuba | Dados climatológicos para Piracanjuba | Dados climatológicos para Piracanjuba | Dados climatológicos para Piracanjuba | Dados climatológicos para Piracanjuba | Dados climatológicos para Piracanjuba | Dados climatológicos para Piracanjuba | Dados climatológicos para Piracanjuba | Dados climatológicos para Piracanjuba | Dados climatológicos para Piracanjuba | Dados climatológicos para Piracanjuba | Dados climatológicos para Piracanjuba | Dados climatológicos para Piracanjuba |
| Mês                                   | Jan                                   | Fev                                   | Mar                                   | Abr                                   | Mai                                   | Jun                                   | Jul                                   | Ago                                   | Set                                   | Out                                   | Nov                                   | Dez                                   | Ano                                   |
| ------------------------------------- | ------------------------------------- | ------------------------------------- | ------------------------------------- | ------------------------------------- | ------------------------------------- | ------------------------------------- | ------------------------------------- | ------------------------------------- | ------------------------------------- | ------------------------------------- | ------------------------------------- | ------------------------------------- | ------------------------------------- |
| Temperatura máxima média (°C)         | 29,7                                  | 30                                    | 30,1                                  | 29,1                                  | 28,2                                  | 28,4                                  | 30,1                                  | 31,2                                  | 31,2                                  | 30,3                                  | 29,3                                  | 29,5                                  | 29,8                                  |
| Temperatura média (°C)                | 24,5                                  | 24,5                                  | 24,1                                  | 22,5                                  | 20,8                                  | 20,5                                  | 22,1                                  | 24                                    | 24,9                                  | 24,8                                  | 24,3                                  | 23,6                                  | 23,4                                  |
| Temperatura mínima média (°C)         | 19,3                                  | 19,1                                  | 18,1                                  | 15,9                                  | 13,5                                  | 12,6                                  | 14,1                                  | 16,8                                  | 18,6                                  | 19,3                                  | 19,4                                  | 17,8                                  | 17                                    |
| Precipitação (mm)                     | 242                                   | 186                                   | 169                                   | 95                                    | 31                                    | 7                                     | 7                                     | 12                                    | 41                                    | 137                                   | 187                                   | 245                                   | 1 359                                 |
| Fonte: Climate-data.org               |                                       |                                       |                                       |                                       |                                       |                                       |                                       |                                       |                                       |                                       |                                       |                                       |                                       |

## Economia

### Agropecuária
Maior bacia leiteira do Estado de Goiás. Produz cerca de 220 mil litros de leite por dia. 
Os produtores, estão organizados em cooperativas – COAPIL e CPLP. A COAPIL entrega a produção dos associados para a Centro-leite, que é responsável em realizar a venda para as indústrias. Já a CPLP intermedia as negociações direto com as indústrias.
A Pecuária de corte é muito importante para a economia local. O rebanho é composto por muitos animais, que são criados nas fazendas piracanjubenses.
Historicamente, Piracanjuba é marcada pela pecuária, passando por diversas gerações de produtores de leite, carne e derivados. Hoje vivemos duas décadas de explosão agrícola, principalmente pelo cultivo da soja que vem crescendo cada vez mais no município. E, com isso, cresce a oferta de serviços, como transporte, processamento e industrialização de produtos de origem agropecuária.
Considerado um celeiro do estado, produz milhares de sacas de soja, milho, algodão e Sorgo. O destaque fica por conta da produção da soja, um dos principais produtores do Estado de Goiás. A produção, depois de colhida é transportada pelo porto de Paranaguá, localizado no Estado do Paraná, cerca de 950 km. As exportações levam a soja Piracanjunbense para todo mundo, notadamente para a União Europeia e China. Outro destaque diz respeito às atividades irrigadas, nas quais, por meio de pivôs, são plantadas culturas de tomate e milho e, desta forma, contribuindo para a economia do município.
Potencialidades: nos últimos anos, verificou-se um crescimento extraordinário no plantio de árvores para se obter madeira e lenha. O Eucalipto e a Teca foram as espécies mais procuradas pelos produtores rurais. Estima-se para a próxima década um crescimento exponencial que colocará o Município como um dos destaques econômicos do Estado de Goiás.
Ainda pouco desenvolvida, a Fruticultura vem experimentando um crescimento vigoroso. Os produtores rurais tem notado a localização favorável, próxima de grandes centros consumidores: Goiânia, Caldas Novas, Brasília e Uberlândia, motivo que permite o investimento nas culturas de laranja, melancia, melão, limão, manga e até mesmo a uva.
Dada a pujança obervadas nos últimos anos, prevê-se que Piracanjuba se torne um grande centro de produção de cana-de-açúcar, insumo essencial para a produção de álcool carburante, transformando a atual realidade. Há inúmeras Usinas de álcool interessadas em se instalar no município. Outro fator determinante é a construção de um alcoolduto, a cargo da Petrobrás, que passando pelas terras de Piracanjuba levará o álcool até o porto de Santos.
Como visto, o solo e o relevo do município são favoráveis para o cultivo destas cultivares que sustentarão o progresso e desenvolvimento de toda a região!

## Turismo

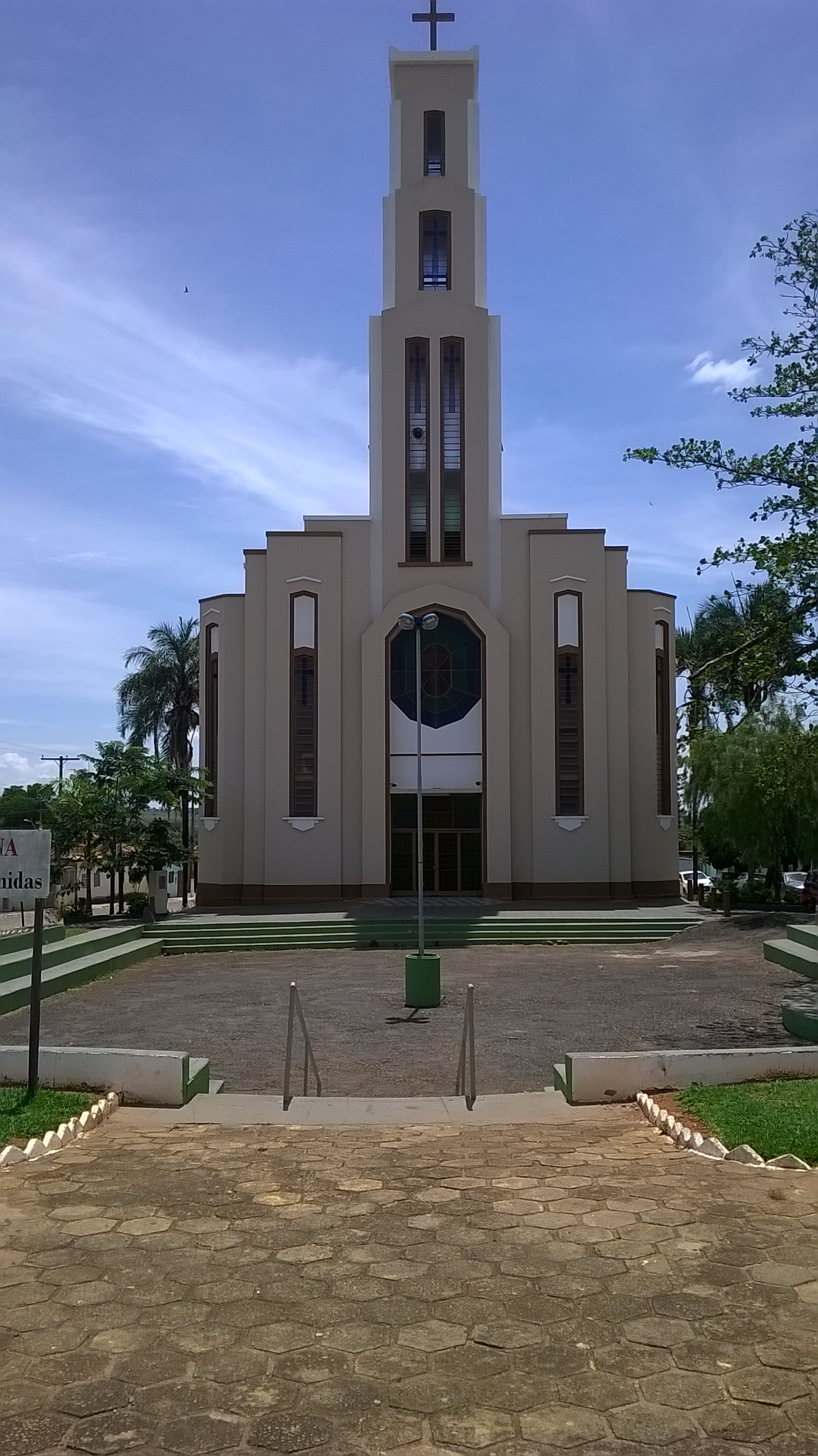
Praça Dimas Costa (onde ocorre a Festa de Agosto)

Também considerada capital nacional das orquídeas[carece de fontes?], onde, anualmente, no mês de maio, ocorre uma exposição nacional com participação de expositores de todos os lugares do Brasil. Em Julho, ocorre o Brejo Festival, evento que promove a interiorização da cultura através de apresentações musicais de vários estilos, com artistas locais e nacionais  .
Em agosto, a tradicional Festa em louvor à Nossa Senhora da Abadia, popularmente conhecida como Festa de Agosto, anima a cidade.
No mês de dezembro, ocorre a Mostra Artística do Studio de Arte e Dança, onde é realizado uma Exposição Fotográfica que reúne fotógrafos locais e convidados. E também o Festival de Dança, com a apresentação de balé, jazz e ginástica acrobática que reúne cerca de 500 espectadores e marca o fim do ano em Piracanjuba.

## Cultura
A Academia Piracanjubense de Letras e Artes (APLA) foi fundada em 26 de outubro de 1990. Ela congrega escritores, artistas plásticos, escultores, historiadores e pessoas ligadas à cultura. Há 40 membros na APLA, sendo que cada acadêmico tem o seu respectivo patrono. Suas reuniões são sempre na última sexta-feira de cada mês. A Academia Piracanjubense de Letras e Artes, além de incentivar, divulgar, resgatar e produzir cultura, faz uma parceria com a Secretaria Municipal de Educação e Cultura, Subsecretaria Estadual de Educação e Rotary Club para a realização do Concurso de Redação Professor David da Silva Mauriz na segunda quinzena do mês de maio. Entrega todo final de ano certificados de Destaque Cultural àqueles que incentivaram ou produziram cultura em nossa cidade e também aos piracanjubenses que residem fora de sua terra natal, e que realizaram trabalhos de relevância na área cultural e artística.Há várias manifestações independentes no contexto Rock e Pop os quais marcam presença de pessoas de várias partes do Brasil e do mundo. A atriz Thelma Reston era natural do município.

## Esporte
Piracanjuba é bem movimentada em relação a esporte. Futebol, futsal, basquete, atletismo e voleibol sempre movimentam a cidade.
O Piracanjuba Esporte Clube já disputou por vários anos o Campeonato Goiano de Futebol, sendo campeão da Segunda Divisão no ano de 1991. O Campeonato Municipal de Futebol Amador da cidade é um dos mais tradicionais do interior de Goiás. Equipes como Vasquinho, Ipiranga, Cachoeira, Ferroviário e Areias já fizeram história na competição. Atualmente, outro time histórico tem monopolizado o troféu do Torneio: a Associação Atlética Cervejão. Campeão dos 6 últimos anos (2008 a 2013).
O Futsal tem crescido bastante nos últimos anos e, em julho de 2012, o time formado apenas com jogadores da cidade foi campeão de um torneio regional disputado na cidade de Cristianópolis.
Na prática de Atletismo, surge a cada geração, promessas no cenário Goiano, atualmente vem sendo representada no cenário nacional de corridas de rua por um jovem maratonista, Murillo Alves Siqueira, campeão dos 5.000m dos jogos universitários da PUC em 2016 com o tempo de 15:49, Campeão dos 5.000m dos jogos universitários de Goiás em 2016 com o tempo de 16:20, e 8° colocado na Maratona Internacional de Porto Alegre em 2016, com a marca de 2 horas e 38 minutos nos 42,195 km. 
O Voleibol também é bastante praticado na cidade, tendo uma equipe feminina que sempre representa bem a cidade em jogos contra times de cidades vizinhas.
O Basquetebol de Piracanjuba é uma referência para a região. Já representou a cidade em Campeonato Goiano da modalidade e está sempre disputando amistosos contra equipes da região.O truco é outro esporte também bastante difundido na cidade com equipes da cidade sempre chegando às finais do Campeonato Goiano. Atualmente há o crescimento do laço em dupla. Jogadores de Poker, esporte que está em grande fase de crescimento, vem ganhando destaque no cenário goiano.